# Anas Haj Mohamed
Anas Haj Mohamed (Chieti, provincia de Chieti, Italia, 26 de marzo de 2005), es un futbolista italiano nacionalizado tunecino que juega como delantero en el Parma Calcio 1913 de la Serie A de Italia. Es internacional absoluto con la selección tunecina.

## Trayectoria
Haj inicio en la academia juvenil del Chievo a la edad de 6 años. En agosto de 2021, fue traspasado a las categorías de formación del Parma. En su primera temporada con la Sub-19 del Parma, marcó 15 goles y dio 6 asistencias en 32 partidos. Fue ascendido al primer equipo del Parma para la temporada 2023-24 en la Serie B, ocupando el número 61.

## Selección nacional
Nacido en Italia, Haj nació de padre tunecino y madre marroquí y tiene las tres nacionalidades. Fue convocado a la selección italiana sub-17 en abril de 2022 para los partidos de Clasificación al Campeonato Europeo Sub-17 de la UEFA 2023. En marzo de 2023, fue convocado a un campo de entrenamiento de la selección marroquí sub-20.
En septiembre de 2023, Haj fue convocado por primera vez a la selección absoluta de Túnez. Esa misma semana fue convocado a la selección italiana Sub-19 para una serie de amistosos. Optó por jugar con Túnez, debutando como suplente en la victoria por 3-0 en la Clasificación para la Copa Africana de Naciones de 2023 sobre Botsuana el 7 de septiembre de 2023.

## Estilo de juego
Haj ha sido descrito como un delantero versátil, que puede jugar como delantero, extremo o segundo delantero. Ha sido considerado principalmente por su velocidad, su habilidad para rematar, su visión y su técnica.

## Clubes
| Club              | País   | Año           |
| ----------------- | ------ | ------------- |
| Parma Calcio 1913 | Italia | 2023-presente |

## Palmarés

### Títulos nacionales
| Título  | Equipo            | País   | Año     |
| ------- | ----------------- | ------ | ------- |
| Serie B | Parma Calcio 1913 | Italia | 2023-24 |